# Ankaramy Be
Ankaramy Be est une commune urbaine malgache située dans la partie nord-ouest de la région de Sofia.

## Géographie
Ankaramy Be se situe à la route nationale 6 (de Diego Suarez - vers Mahajanga et Antananarivo) entre les villes de Maromandia et d'Ambanja.